# Pheles atricolor
Pheles atricolor is een vlindersoort uit de familie van de prachtvlinders (Riodinidae), onderfamilie Riodininae.
Pheles atricolor werd in 1871 beschreven door Butler.